# Ameriški urad za statistiko
Ameriški urad za statistiko (angleško United States Census Bureau, USCB) je glavna agencija sistema državne statistike Združenih držav Amerike, odgovorna za zbiranje statističnih podatkov o Američanih in ameriškemu gospodarstvu. Deluje pod okriljem Ministrstva za trgovino (U.S. Department of Commerce).
Najpomembnejša naloga urada je izvedba popisa prebivalstva vsakih deset let, od rezultatov katerega je odvisna razporeditev sedežev Predstavniškega doma Kongresa Združenih držav Amerike po zveznih državah. S tem in raznimi drugimi popisi ter anketami vodi tudi razporejanje 675 milijard USD proračunskih sredstev ter pridobiva informacije, pomembne za odločitve glede javnih zadev na zvezni in lokalni ravni, na primer o gradnji in vzdrževanju javne infrastrukture ter javnih služb. Poleg glavnega popisa prebivalstva izvede urad več kot 130 raziskav na leto.